# 카멜 (밴드)
카멜(Camel)은 1971년 서리주 길퍼드에서 결성된 영국의 프로그레시브 록 밴드이다. 기타리스트 앤드루 래티머가 이끄는 그들은 14개의 스튜디오 음반과 14개의 싱글을 발매했고, 수많은 라이브 음반과 DVD를 발매했다. 대중적 인기를 얻지 못한 이 밴드는 1970년대에 《Mirage》 (1974년)와 《The Snow Goose》 (1975년)와 같은 음반으로 컬트 추종자들을 얻었다. 그들은 1980년대 초에 더 재즈적이고 상업적인 방향으로 움직였지만, 그 후 장기간의 공백기에 들어갔다. 1991년 이후 밴드는 독립하여 자신들의 레이블로 음반을 발매했다.
2002년 이후 새로운 스튜디오 발매가 없었음에도 불구하고, 밴드는 2018년 투어에서 공연을 했다. 그들의 음악은 마릴리온, 오페스와 스티븐 윌슨을 포함한 아티스트들에게 영향을 끼쳤다. 음악 저널리스트 마크 블레이크는 카멜을 "70년대 프로그 록의 위대한 노래 없는 영웅들"이라고 묘사했다.

## 역사

### 70년대
앤드루 래티머 (기타), 앤디 워드(드럼), 더그 퍼거슨(베이스)의 셋이서 처음에 만들었던 밴드는 브루(The Brew)였고 서리주 지역을 기반으로 했다. 브루는 필립 굿핸드-테이트의 백밴드 오디션에 지원해 그의 71년도 앨범을 녹음하게 된다. 그들은 71년에 피터 바든스와 함께하기로 하고 벨파스트에서 피터 바든스 명의로 공연을 가졌다. 이후 밴드명을 카멜로 바꾸게 된다. 카멜의 첫 공연은 71년 12월 4일 가졌던 위시본 애쉬의 오프닝이었다.
72년 8월 카멜은 MCA 레코드와 계약하고 1집 Camel(73)을 발매한다. 앨범은 별로 성공적이지 못해 그들은 데카 레코드로 이적하게 된다.
74년에 2집 Mirage를 내었다. 평가는 좋았지만 영국에서는 차트 진입에 실패했고 미국에서 인기를 좀 얻어 3개월간의 투어를 가졌다.
75년엔 연주곡으로만 채워진 콘셉트 음반 Snow Goose를 발매한다. 폴 갈리코의 단편소설을 주제로 삼은 앨범으로 카멜의 명성을 높여주었지만 갈리코 측과의 소송을 겪었다. 여러 곳에서 갈리코가 담배를 싫어했는데 카멜을 담배 브랜드라고 생각해서 소송을 걸었다고 잘못된 정보를 전하지만 갈리코는 그저 저작권 침해를 언급했을 뿐이다. 카멜은 앨범 타이틀을 조금 고쳐서 이후 소송을 회피한 뒤 런던 교향악단과 함께 로열 앨버트 홀에서 공연을 가졌다.
76년에 4집 Moonmadness도 성공을 이어갔다. 공연을 위해 색서폰주자 멜 콜린스가 보강되었으며 그는 이후 정식 멤버가 된다. 밴드가 좀 더 재즈적이 되면서 그것이 불편했던 더그 퍼거슨은 77년 밴드를 탈퇴한다. 이후 그는 음악계를 떠나 부동산 개발업자가 되었다. Snow Goose와 Moonmadness는 모두 BPI로부터 실버 레코드를 받았다.
카라반 (밴드)에 있던 리처드 싱클레어가 퍼거슨의 자리를 이어 밴드에 가입했다. 이 멤버로 Rain Dances(77)와 Breathless(78)을 발매한다. 이후 피터 바든스가 탈퇴하여 그 자리는 카라반 출신의 데이브 싱클레어와 얀 스첼하스가 대체한다. 카라반 출신의 멤버들이 대거 가입해서 팬들은 이들을 카라멜(Caravan + Camel)이라 부르기도 했다.
이후 킷 왓킨스가 건반을, 콜린 배스가 베이스를 맡아 79년 I Can See Your House from Here를 발매한다. 이 앨범은 십자가에 박힌 우주인이 지구를 내려보는 자켓으로 프로모션에 문제가 있었다. 그래도 다양한 스타일을 반영한 앨범이었으며 레이티머의 감성적 기타가 돋보이는 10분짜리 대곡 Ice까지 담고있었다.

### 80년대
카멜은 일본 군인 오노다 히로를 주제로 한 컨셉트 앨범 Nude(81)로 80년대를 시작했다. 건반은 던컨 맥케이가 도와주었다. 이후 레이티머의 부인이 될 수잔 후버가 처음으로 가사를 써준 앨범이었다. 앤디 워드가 알콜중독과 약물남용으로 연주하기 어려워져서 카멜은 사실상 해산상태가 되었다. 워드는 자살기도를 하기도 했다.
밴드가 사실상 와해되었지만 데카 레이블은 계약을 들이대며 히트곡을 내놓으라 했기 때문에 레이티머는 세션맨들을 모아 새 앨범을 내는데 그것이 Single Factor였다. 밴드의 초기 하드록/프로그 사운드와는 거리가 멀었지만 미미한 성공을 거두었으며 결성 10주년 공연도 할 수 있게 되었다. 이후 이전 매니저와의 소송문제로 그들은 5년을 보내야 했다.
카약의 리더 톤 셰르펜제엘과 10cc출신의 폴 버지스가 카멜에 새로 가입해 밴드는 Stationary Traveller를 낸다. 콜린 베스도 돌아왔고 이전에 같이 하던 크리스 레인보우 같은 보컬도 있었기 때문에 다시 투어를 돌았으며 피터 바든스와 멜 콜린스도 게스트로 참여해주었다. 해머스미스 오데온 공연은 영상으로도 제작했고 음반 Pressure Points로도 나왔다. 이것으로 데카와의 계약이 종료되어 레이티머는 미국으로 이주하고 음악계에서 조용히 사라졌다.

### 90년대
레이티머는 7년간의 공백 이후 새 앨범 Dust and Dream(91)을 발매한다. 존 스타인벡의 분노의 포도를 소재로 한 컨셉트 앨범이었다. 자신의 레이블 카멜 프로덕션을 통해 배급했으며 초기의 프로그레시브 사운드로 어느정도 돌아간, 비교적 성공적인 앨범이었다.
톤 셰르펜제엘이 비행 공포증이 있어 투어가 힘들었기 때문에 믹키 시몬즈(마이크 올드필드, 피시 (가수) 출신)가 합류했고 라이브 Never Let Go가 나왔다. 그동안 피터 바든스와 몇몇 멤버들은 미라지라는 밴드를 만들었고 카멜의 곡 상당수를 연주했다. 하지만 오래 가지 못했다.
아버지의 죽음 이후 레이티머와 수잔 후버는 Harbour of Tears(96)을 만든다. 아일랜드 대기근을 소재로 한 컨셉트 앨범이었다. 이 앨범 이후 Coming of Age라는 라이브 앨범을 공개한다.
99년 카멜은 Rajaz를 녹음한다. 낙타의 발자국을 따라가는 여행이라는 테마에 레이티머는 빠져들었고 좀 더 초기 프로그에 가까워진 앨범이 되었다.

### 00년대
드러머 스튜어트는 스코틀랜드의 드럼가게 주인이 되기 위해 밴드를 떠났고 톤 셰르펜제엘도 떠나서 새로운 밴드로 01년 투어를 시작했으며 이 멤버로 A Nod and a Wink(02)를 녹음한다. 그 해에 죽은 피터 바든스에게 헌정되었다.
이런저런 투어로 피로감을 느끼던 레이티머는 기 르블랑도 집안일로 투어를 할 수 없게 되자 03년 투어를 마지막 투어라고 선언했다. 미국 투어중에 니어페스트의 헤드라이너를 맡기도 했다.
레이티머는 카멜의 옛 곡들을 어쿠스틱으로 연주할까 했지만 곧 중단되었다. 로저 워터스가 기타리스트 자리를 제안했지만 결국은 하지 못했다. 06년 그는 다시 영국으로 돌아와 새 프로젝트를 시작했다. 초기 카멜 멤버들과 함께 할 계획이었다.
07년 5월 수잔 후버는 레이티머가 92년부터 진성다혈구증을 앓아왔으며 골수섬유종으로 악화된 상태라고 밝혔다. 이것은 카멜 투어가 오래 지속되지 못한 이유중 하나였으며 레이티머는 화학요법과 골수 이식을 받아왔다. 이후 레이티머는 조금씩 회복되는 중이고 소규모 공연이나 스튜디오 앨범은 가능할 것이라고 했다.

### 10년대
레이티머가 회복되면서 다른 뮤지션에 기타 솔로도 도와주는 등 활동을 시작했다. 카멜 프로덕션은 레이티머가 새 앨범을 준비중이라고 밝혔다. 레이티머의 새 투어는 '은퇴 엿먹어'(Retirement Sucks Tour)라는 이름을 가질 수도 있다고 했으며 75년 이후 처음으로 Snow Goose의 전곡을 연주하는 공연이 될거라고도 했다. 확정된 유럽 공연은 대부분 매진되었다. 2013년에는 Snow Goose의 재녹음반이 발매되었다. 공연 도중 기 르블랑은 건강문제로 밴드를 탈퇴했으며 2015년 4월에 죽었다.
카멜은 2015년에도 14일간의 유럽투어를 돌며 여러 공연의 헤드라이너로 섰다. 새 앨범의 날짜는 공개되지 않았지만 레이티머는 앨범 5개 정도는 낼 수 있는 곡을 이미 써둔 상태라고 말했다. 카멜은 2016년과 2017년까지 공연을 이어가고 있다.
카멜은 네오 프로그레시브 록의 성립에 영향을 준 밴드로 알려져있으며 여러 뮤지션들의 존경을 받고있다. 이스라엘에는 The Humps라는 카멜 트리뷰트 밴드가 활동중이다. Fritha(일본), Lady Fantasy(스웨덴) 등도 트리뷰트 밴드들이다. Rockaphonia(아르헨티나), Raha(이란), Andromida(이집트), Mirage(노르웨이), Babel(레바논) 등은 카멜의 곡들중 상당수를 공연 레퍼토리로 삼고있다.

## 음반 목록
- Camel (1973)
- Mirage (1974) (US Billboard No. 149;  13 weeks on chart)
- The Snow Goose (1975) (UK No. 22;  13 weeks on chart);  Certified Silver (US Billboard No. 162;  5 weeks on chart)
  - The Snow Goose (2013) extended re-recording
- Moonmadness (1976) (UK No. 15;  6 weeks on chart);  Certified Silver (US Billboard No. 118)
- Rain Dances (1977) (UK No. 20;  8 weeks on chart;  US Billboard No. 136; 5 weeks on chart)
- Breathless (1978) (UK No. 26;  1 week on chart;  US Billboard No. 134; 10 weeks on chart)
- I Can See Your House from Here (1979) (UK No. 45;  3 weeks on chart;  US Billboard No. 208)
- Nude (1981) (UK No. 34;  7 weeks on chart)
- The Single Factor (1982) (UK No. 57;  5 weeks on chart)
- Stationary Traveller (1984) (UK No. 57;  4 weeks on chart)
- Dust and Dreams (1991)
- Harbour of Tears (1996)
- Rajaz (1999)
- A Nod and a Wink (2002)